# 大矢紀
大矢 紀（おおや のり、1936年2月11日 - ）は、日本画家。「生命の胎動」をテーマに、山、樹木、花鳥静物を描く。雪山や火山など壮大な自然、山岳風景また花を得意とする、日本画家である。

## 年譜
- 1936年 新潟県三島郡与板町（現在の長岡市）に7人兄弟の長男として生まれる。
- 1954年 18歳から前田青邨と兄弟子であった平山郁夫に師事。
- 1955年 第40回院展に『石神井川』が初入選する。
- 1970年 第55回院展『北辺』で奨励賞、白寿賞を受賞、以後同賞を12回受賞。
- 1971年 『浅間』外務省買上。春季院展無鑑査、『山の音』春季展賞。院展無鑑査、『北の湖』奨励賞・白寿賞。
- 1972年 『皐月』外務省買上。前年度優秀作品『北の湖』文化庁買上。第27回春季院展「北の春」春季展賞、第57回院展「北の譜」奨励賞・白寿賞。
- 1973年 『幽』春季展奨励賞、以後7回受賞。日本美術院特待となる。
- 1975年 春季院展　奨励賞受賞『新山』外務省買上。
- 1976年 院展『北岬』日本美術院賞、大観賞。
- 1977年 『花菖蒲』外務省買上
- 1979年 紺綬褒章を受章。
- 1980年 セントラル美術館大賞受賞。『蝦夷不二』外務省買上。
- 1982年 春季展賞受賞。院展、奨励賞。『父子三人展』「大矢黄鶴、紀、十四彦」を開催。
- 1983年 外務大臣賞・奨励賞受賞。
- 1984年 前田青邨賞受賞。
- 1992年 美術院招待作家に推挙。
- 1998年 第83回院展『海峡』を制作、日本美術院同人に推挙される。
- 1999年 新潟日報社文化賞。
- 2000年 日本美術院評議員推挙。新潟県与板町名誉町民[2]。新潟県展審査委員。
- 2001年 神奈川県展審査委員。
- 2002年 静岡県展審査委員。
- 2003年 神奈川県展、徳島県展審査委員。『日本画三代展』を開催
- 2004年 富山県展審査委員。川崎市文化賞。
- 2005年 院展文部科学大臣賞。
- 2006年 新潟県長岡市名誉市民。
- 2007年 「現代日本画について」大妻女子大学にて講演。「父子三代展」新潟大和。
- 2008年 第93回院展「浄」内閣総理大臣賞受賞。
- 2009年 雪梁舎美術館「日本画家　大矢紀展」。新潟放送「対話する画家　大矢紀」放送DVD。
- 2010年 紺綬褒章を受章。足立美術館「西方山湖」買上。
- 2011年 福岡県展審査員、東大寺散華。
- 2012年 長岡市「北の胎動：500号」「妙高天空：100号」「日本海：100号」収蔵
- 2013年 紺綬褒章を受章。芸術文化新潟県知事表彰
- 2014年 山形県展審査員、総理官邸作品3点飾られる
- 2015年 山形県展審査員、新潟県五泉市観光大使委嘱
- 2016年 師「前田青邨、平山郁夫」を語る記念講演
- 2017年 春の園遊会にご招待頂く、紺綬褒章を受く
- 2018年 紺綬褒章を受く、「大矢紀展」
- 2019年 新潟県第３４回国民文化祭応援事業　「大矢紀日本画展」
- 2020年 ６９回神奈川文化賞受賞
- 2021年 「カムイ月光」「富貴百華」
- 2022年 日本芸術文化賞受賞
- 2023年 春の院展「愛しきもの」、第108回院展「北の山湖」。薬師寺散華制作
- 2024年 春の院展「長寿花咲く春」、第109回院展「暮れなずむ」、6月10日:日本芸術院賞受賞　授賞式は天皇皇后両陛下のご臨席、7月8日:皇居宮殿にて拝謁する。

日本橋三越本店を始め、個展、グループ展多数。現在日本美術院評議員、NHK文化センター講師、川崎市文化財団理事、長岡市名誉市民、川崎市市民文化大使、五泉市観光大使。

## 代表的な作品
- 『北岬』彩色・額(1面)150号　1976年
- 『有珠山胎動』彩色・額(1面)105×105cm　1982年

著書
- 『牡丹図譜』,『折々の花』日本放送出版協会など

共著
- 『画文集 万葉の花』,『風景を描く (日本画技法講座)』など

## 主な作品収蔵先
- 国立近代美術館,新潟県立近代美術館,栃木県立宇都宮美術館,北海道道立美術館,奈良県立万葉文化館,河口湖美術館,成川美術館,知足美術館,フジヤマミュージアム,新潟市美術館,松本市美術館,弥彦神社,明治神宮,成田国際空港,羽田国際空港,外務省,文科省,桐蔭学園,桐光学園,奈良県立万葉ミュージアム,川崎市民ミュージアム,雪梁舎美術館,長岡市,アオーレ長岡,新潟日報社,新潟県庁など